# Azienda di Stato per i servizi telefonici
Azienda di Stato per i servizi telefonici (ASST) era una azienda autonoma controllata dal Ministero delle poste e delle telecomunicazioni che operava nel settore delle telecomunicazioni.
Istituita con Regio decreto il 14 giugno 1925, con sede a Roma. A partire dal 1993 l'ASST si trasforma in Iritel, che si fonde l'anno successivo con la SIP divenendo poi Telecom Italia.

## Storia
Il Decreto Regio del 1923 prevedeva la suddivisione del territorio in cinque zone, e l'assegnazione di sei concessioni telefoniche, l'ultima delle quali non assegnava alcun territorio italiano, bensì la gestione delle dorsali interurbane.
La gara per l'assegnazione della sesta zona, come previsto dal governo fascista, che preferiva un controllo statale, andò deserta in quanto non ritenuta conveniente dalle società telefoniche. L'ASST iniziò la sua attività già nel 1925 con i lavori per la costruzione della rete telefonica interurbana in cavi sotterranei, opera che migliorò sensibilmente il servizio interurbano in Italia, all'epoca composto ancora per quasi la totalità da cavi aerei.
Assegnate le altre concessioni, si provvide nel 1926 all'assegnazione del servizio interurbano alla neonata “Azienda di Stato per i Servizi Telefonici” (ASST) che, oltre alla gestione delle grandi dorsali interurbane, si sarebbe occupata della costruzione di nuovi collegamenti tra capoluoghi di provincia o regione ed avrebbe assunto il ruolo di controllore statale delle attività delle società concessionarie.
Nel 1927, preso atto delle difficoltà incontrate nell'intervenire tempestivamente sulle opere di manutenzione e ampliamento di gran parte dei collegamenti interurbani, l'ASST cominciò a cedere alle concessionarie di zona affidando per mezzo d'accordi di differente natura l'appalto per gran parte delle linee urbane appartenenti al territorio in concessione. La differente natura degli accordi e il non rispetto di molti di questi da parte dell'Azienda di stato dette vita a molti contrasti tra quest'ultima e le cinque concessionarie.

## Attività
La prima opera dell'ASST riguardava il prolungamento dell'allora unico cavo sotterraneo esistente, Torino - Milano – Genova che fu portato con un innesto verso Bologna, Firenze, Perugia, Roma e Napoli con diramazioni verso Venezia e Trieste ed infine un prolungamento da Milano verso Chiasso.
Si passò successivamente alla stesura dei nuovi cavi sotterranei, collegando Milano con Venezia, Firenze con Genova ed a sud Napoli con Bari e Perugia con Ancona. Buona parte delle opere di scavo vennero realizzate in appalto per conto della ASST dalla Società Italiana Reti Telefoniche Interurbane, società dietro la quale vi erano gli interessi della Siemens, della Face e della Pirelli.
Le opere realizzate dall'ASST migliorarono sensibilmente il servizio interurbano italiano che già nel 1930 si pose all'avanguardia in Europa. Dal punto di vista organizzativo l'ASST, pur essendo un ente indipendente, aveva un'autonomia decisionale limitata in quanto doveva sottostare al consiglio d'amministrazione delle Poste e Telegrafi, mentre il personale era composto principalmente da dipendenti statali prevalentemente specializzati su linee interurbane.
Nonostante le importanti opere realizzate, l'Azienda di stato fu caratterizzata fin da principio da un'eccessiva lentezza operativa, non tollerata dalle società concessionarie delle cinque zone che premevano per una veloce realizzazione dei redditizi collegamenti tra capoluoghi di provincia reclamando la possibilità di ottenerne la concessione nella propria zona.

## Competenze
- Gestione e costruzione cavi telefonici (terrestri e sottomarini);
- Costruzione di ponti radio e di satelliti per telecomunicazioni tra l'Italia e l'Europa;
- Proprietà della rete telefonica nazionale;
- Gestione immobili e strutture di proprietà;
- Gestione comunicazioni urbane ed interurbane;
- Coordinamento delle 5 concessionarie telefoniche (Stipel, Telve, Timo, Teti e Set).

## Numeri e curiosità
La rete telefonica della quale era proprietaria era pari a 452.782 km.
Il traffico di comunicazione nazionale e internazionale era di circa 12.200 milioni di conversazioni.
Buona parte dei dipendenti ASST vennero impiegati da Iritel prima e da Telecom poi.